# Leif Nymark
Leif Gustav Nymark född den 18 april 1943 i Eskilstuna, död den 27 januari 2007 på Stallarholmen, var en svensk skådespelare.
Nymark spelade en av huvudrollerna i Vilgot Sjömans skandalomsusade film 491 och var även filmens berättarröst.